# Věta (lingvistika)
Věta je typizovaný jazykový útvar, kterým mluvčí slovně vyjadřuje určitou myšlenku, vztah k situaci, nebo obecný názor. Věta má stránku:
- obsahovou (sémantickou) - to, co věta vypovídá,
- mluvnickou (gramatickou, formální) - jazykové prostředky, které k vyjádření obsahu slouží,
- modální - vyjadřuje postoj mluvčího k výpovědi,
- zvukovou (akustickou) nebo grafickou.

Tradiční pohled chápe jako českou větu celek, který je založen na určitém slovesném tvaru, tedy přísudku. Pokud věta vedle přísudku obsahuje také podmět, jde o větu dvojčlennou: Matka litovala dítě. V případě, že věta podmět neobsahuje, označujeme ji jako větu jednočlennou: Matce je líto dítěte. Existují i větné celky, které nejsou založeny na přísudku - takové celky se označují jako polovětné konstrukce, jmenné věty nebo větné ekvivalenty: Pozor! nebo Kouření zakázáno.
Podle toho, zda věta stojí samostatně nebo je spojena s jinými větami v jeden celek, rozlišujeme:
- větu jednoduchou – větný celek vyjadřující jedinou myšlenku;
- souvětí – větný celek složený z více vět, který vyjadřuje složitější myšlenku nebo více myšlenek. Jednotlivé věty souvětí se někdy označují jako klauze. Souvětí se také označují jako věty složené,[2][3][4] což je běžné i v jiných jazycích (v angličtině například „compound sentence“, ve slovenštině „zložená veta“).

V souvětí se rozlišují hlavní věty a vedlejší věty, přičemž vztahy mezi hlavními větami a typy vedlejších vět a vztahy mezi nimi jsou kategorizovány.

## Některé další definice věty
- Věta je struktura skladebních mezislovních vztahů, obsahující jeden mluvnicky vyjádřený přisuzovací vztah.
- Věta je elementární promluva sdělná, ve které se mluvčí - způsobem zanechávajícím formální dojem obvyklosti a subjektivní úplnosti - aktivně staví k nějakému konkrétnímu faktu či ke skupině faktů.
- Věta je nejmenší významově ucelená, gramaticky organizovaná a intonačně uzavřená jazyková jednotka, v níž se přímo odráží kus skutečnosti a která k této skutečnosti vyjadřuje vztah(y).

## Modalita věty
Modalita věty vyjadřuje postoj mluvčího k výpovědi. Rozlišujeme věty:
- oznamovací (enunciativní, konstatační),
- tázací (interogativní),
- rozkazovací (imperativní),
- přací (deziderativní, optativní).

Modalitu věty rozpoznáme především podle způsobu užitého slovesa a částečně slovosledu, v mluvené řeči má navíc každý druh věty jinou intonaci, v grafické podobě se druhy vět odlišují různými interpunkčními znaménky (tečka, otazník, vykřičník). Součástí postojové modality je také vyjádření, zda postoj mluvčího k obsahu věty je kladný nebo záporný (větný zápor).
Kromě postojové modality mluvčí může vyjadřovat také modalitu voluntativní, která označuje, zda je realizace věty možná, nutná, nebo záměrná. Voluntativní modalita se vyjadřuje především pomocí modálních sloves (smět, moci, muset, mít, chtít, aj.).

### Oznamovací věta
Oznamovací věta je věta, kterou mluvčí sděluje adresátovi určitou informaci. Sloveso je v oznamovacím nebo podmiňovacím způsobu: Syn dostal k narozeninám míč. Rád bych se zúčastnil.

### Tázací věta
Tázací větou (otázkou) se mluvčí obrací na adresáta, aby získal určitou informaci. Pro grafické odlišení tázací věty od ostatních druhů vět píšeme v češtině na jejich konci otazník (?). Rozlišujeme tázací věty:
- zjišťovací - mluvčí požaduje potvrzení nebo popření dotazované skutečnosti. Užívá se oznamovací nebo podmiňovací způsob: Dostal syn k narozeninám míč? Chtěl by ses zúčastnit? Za zvláštní typ zjišťovacích otázek se považují otázky vylučovací (disjunktivní), v nichž mluvčí dává adresátovi vybrat ze dvou nebo více možností: Dostal syn k narozeninám míč, nebo hokejku? Chtěl by ses zúčastnit dnešního večírku, zítřejšího nebo obou?
- doplňovací - mluvčí požaduje rozšíření svých informací o neznámou skutečnost. Užívá se oznamovací nebo podmiňovací způsob a otázka je uvozena tázacím slovem nebo více slovy (zájmeno, příslovce), jimiž se mluvčí ptá na to, co potřebuje ve svých znalostech doplnit: Kdo měl včera narozeniny? Kdo by se chtěl zúčastnit?

Kromě těchto dvou základních typů rozlišujeme ještě otázky:
- rozvažovací (deliberativní) - mluvčí se otázkou obrací sám na sebe: Měl bych se zúčastnit?
- řečnické - věta má formálně tvar tázací, ale ve skutečnosti jde pouze o citově zabarvenou oznamovací větu: Mohl jsem snad odmítnout účast?

### Rozkazovací věta
Rozkazovací větou mluvčí požaduje, aby se adresát zachoval určitým způsobem. Pokud chceme graficky rozkazovací větu zdůraznit, píšeme na jejím konci vykřičník (!). Na rozdíl od otazníku, který je na konci tázací věty závazný a u jiných typů vět se nepoužívá, vykřičník nemusí nutně označovat rozkazovací větu. V rozkazovacích větách užíváme rozkazovací způsob, který však v češtině umožňuje užití pouze u druhé osoby (Běž!, Běžte!), případně první osoby množného čísla (Poběžme!). Pro vyjádření rozkazu ve třetí osobě se užívá tzv. opisný rozkazovací způsob, vyjádřený oznamovacím způsobem a částicemi ať, nechť: Ať odejde!

### Přací věta
Přací věta vyjadřuje touhu mluvčího, která není závislá na adresátovi, někdy ani není adresátovi určena. Užívá se oznamovací způsob s částicí ať, oznamovací nebo podmiňovací způsob s částicí kéž, podmiňovací způsob s částicemi aby, kdyby, případně také rozkazovací způsob: Ať se daří! Kéž by přišel. Dobře dojeď!

## Větná stavba
Příklad: Rozvodněná bystřina, říčka Loupnice, včera zaplavila opuštěnou náves i přilehlé ulice.
Jednotlivé větné členy vytvářejí větnou stavbu jako:
- syntaktická dvojice - členy jsou na sobě závislé:
  - predikační dvojice je vztah mezi podmětem a přísudkem: bystřina (podmět) - zaplavila (přísudek)
  - determinační dvojice (syntaktická skupina / fráze podřadná) je vztah mezi ostatními větnými členy, z nichž jeden člen je řídící, druhý závislý, například:
    - přívlastek (závislý) - podmět (řídící): rozvodněná - bystřina
    - přísudek (řídící) - předmět (závislý): zaplavila - náves i ulice
    - příslovečné určení času (závislý) - přísudek (řídící): včera - zaplavila
- syntaktická skupina / fráze (souřadná) - členy mají ve větě stejnou platnost a navzájem na sobě nezávisejí:
  - koordinace je vztah mezi několikanásobnými větnými členy: náves i ulice
  - přistavování (apozice) je vztah dvou větných členů, které označují tutéž skutečnost: bystřina - říčka

V zásadě je tak věta v češtině tvořena přísudkem, který může být:
- samostatný: Prší.
- predikačně spojený s podmětem: Auto zastavilo.
- rozvíjený jedním nebo několika předměty, případně příslovečnými určeními: Otrnulo mu. Matce se zželelo syna. Hrklo ve mně. V komoře páchlo zatuchlinou.
- predikačně spojený s podmětem a rozvíjený jedním nebo několika předměty, případně příslovečnými určeními: Prezident sepisuje paměti. Praha leží na Vltavě.

Tyto základní větné stavby se dále rozšiřují a obměňují pomocí koordinace, přistavování, rozvíjením dalšími větnými členy, změnou původce děje na cíl děje záměnou slovesného rodu.

## Vztahy mezi větami
Vztahy mezi větami v rámci souvětí se vytvářejí obdobně jako vztahy mezi jednotlivými větnými členy. Věty mohou být spojeny:
- souřadně (paratakticky)
- podřadně (hypotakticky)

Pokud souvětí obsahuje alespoň dvě věty, které jsou na sobě mluvnicky nezávislé a mohly by stát jako samostatné věty (tzv. hlavní věty), jsou spojeny souřadně a souvětí označujeme jako souvětí souřadné - a to bez ohledu na to, zda obsahuje i vedlejší věty. Souvětí s jednou hlavní větou se nazývá souvětí podřadné (neboli věta složená u takzvané moderní syntaxe). Souřadně mohou být ovšem spojeny i dvě vedlejší věty.

### Vztahy mezi souřadně spojenými větami
Mezi dvojicemi souřadně spojených vět může být různý vztah. Ten lze odhadovat podle použité spojky nebo způsobu spojení. Před spojkami a, i a ani se ve slučovacím poměru nepíše čárka, v ostatních případech spojení vět se věty oddělují čárkou. Je-li použito více spojek za sebou, čárka se píše pouze před první z nich.
- slučovací: čárka bez spojky, a, i, ani, nebo, také, též, ani - ani, hned - hned, jednak - jednak, napřed - potom
- stupňovací: ba, ba - i, ba - ani, nejen - ale, nejen - i, nejen - nýbrž, dokonce, (nejen) – ale i; ve stupňovacím významu se často používají i slučovací spojky, v takovém případě se před nimi píše čárka (tedy přidáním čárky se možnosti uvedené později zdůrazňují)
- odporovací: ale, však, avšak, (sice) – ale, nýbrž, leč, jenže
- vylučovací: nebo, anebo, buď – nebo, buď - anebo, či
- příčinný (důvodový): neboť, vždyť, totiž
- důsledkový: proto, a proto, tedy, a tedy, tudíž, a tak

### Druhy vedlejších vět
Vedlejší věty se mohou vázat:
- souřadně s jinou vedlejší větou,
- podřadně na hlavní větu,
- podřadně na jinou vedlejší větu.

Vedlejší věty se rozlišují podle toho, jaký větný člen vyjadřují (zastupují). Některé věty mohou být víceznačné, tj. lze je vykládat různými způsoby (například zároveň jako časovou i podmínkovou větu), přičemž pokud jsou tyto různé významy slučitelné, nemusí být taková víceznačnost chybou.
Obvykle se rozlišují tyto druhy vedlejších vět:
- podmětná, zastupuje podmět („Kdo je osel, nechť se přihlásí.“)
- přísudková, vyjadřuje jmennou část přísudku jmenného se sponou. („Jsem, kdo jsem.“ „Dědeček je z těch, kdo se nemýlí.“)
- přívlastková, závisí na podstatném jménu, zastupuje přívlastek („Člověk, který mi to řekl,…“)
- předmětná, závisí na slovesu, zastupuje předmět („Koupil to, co potřeboval.“)
- příslovečná, závisí na slovesu, zastupuje příslovečné určení
  - místní, zastupuje příslovečné určení místa („Je to tam, kde to má být.“)
  - časová, zastupuje příslovečné určení času („Když spadl, zlomil si nohu.“)
  - podmínková, zastupuje příslovečné určení podmínky („Jestliže květiny nebudeme zalévat, zvadnou.“)
  - způsobová, zastupuje příslovečné určení způsobu („Jak si usteleš, tak si lehneš.“)
  - měrová, zastupuje příslovečné určení míry („Vyčerpaní hráči usnuli tak tvrdě, že je nebylo možno vzbudit.“)
  - příčinná, zastupuje příslovečné určení příčiny („Protože se narodila malá Bára, jdeme gratulovat.“)
  - účelová, zastupuje příslovečné určení účelu („Oblékl jsem se velmi teple, abych nenachladl.“)
  - přípustková, zastupuje příslovečné určení přípustky („Šel tam, přestože se to nesmí“)
- doplňková, závisí zároveň na slovese i podstatném jménu, zastupuje doplněk.

#### Druhy vedlejších vět podle způsobu spojení
Vedlejší věty se někdy dělí také podle způsobu spojení, a to na:
- spojkové, uvozují se podřadicí spojkou (že, když aj.)
- vztažné (relativní), uvozují se vztažným zájmenem (kdo, co, jaký aj.) nebo vztažným příslovcem (kdy, kde aj.) a obvykle rozvíjejí obsah zájmena nebo jména obsaženého v hlavní větě. Toto dělení ale není příliš obvyklé ani jednoznačné.

### Větosled
Stejně jako pořadí slov, řídí se i pořadí jednotlivých vět souvětí (klauzí) určitými gramatickými pravidly. Závislá věta může po řídící větě následovat, předcházet ji nebo být do ní vložená:
- S Míšou jsme se schovali do opuštěného krmelce, protože začalo pršet.
- Protože začalo pršet, schovali jsme se s Míšou do opuštěného krmelce.
- Cestou domů, když začalo pršet, schovali jsme se s Míšou do opuštěného krmelce.

Někdy je pořadí klauzí volné a je možné je zaměňovat v závislosti na aktuálním větném členění - obvykle tedy tak, že známá část výpovědi (téma) je zařazena jako první, nové skutečnosti (réma) následují po ní:
- Jirka překvapeně zíral, když z vlaku vystoupil dědeček. (Zdůrazňuje skutečnost, že z vlaku vystoupil dědeček.) x Jelikož z vlaku vystoupil dědeček, Jirka překvapeně zíral. (Zdůrazňuje skutečnost, že Jirka zíral.)

Někdy je ovšem větosled závislý na dalších faktorech - především některé spojky vyžadují určité konkrétní pořadí vět. Spojky přesto, avšak nelze postavit na začátek souvětí; spojka však musí stát uvnitř klauze apod.:
- Přestože z vlaku vystoupil dědeček, Jirka nevypadal překvapeně. - Z vlaku vystoupil dědeček, avšak Jirku to nepřekvapilo. - Z vlaku vystoupil dědeček, Jirku to však nepřekvapilo.

## Odchylky od pravidelné větné stavby
- Elipsa (výpustka) - nevyjádření slov, která jsou součástí větné stavby, ale adresátovi jsou známa z kontextu: Můžeš mi pomoci? - Nemůžu (ti pomoci). Nevím, co (mám dělat) dřív.
- Anakolut - opuštění větné stavby v průběhu výpovědi: Člověk, když není dost opatrný, může se mu něco přihodit.
- Zeugma - spojení dvou členů stejnou vazbou, i když každý z nich má mít jinou vazbu: před i po obědě.
- Kontaminace - smíšení dvou různých větných staveb: cenit si odměny (smíšení vazeb cenit si odměnu a vážit si odměny).
- Atrakce - splynutí vazeb v některých ustálených spojeních: ber, kde ber (místo ber, kde bereš).
- Aposiopese - neukončení, přerušení výpovědi: Zmiz, nebo tě...
- Osamostatnění části věty:
  - antepozice: Fotbal, to je hra!
  - postpozice: Dal jsi to vedoucímu, ten spis?
- Vsuvka (parenteze) - připojení doplňující informace do věty. Vsuvka se odděluje čárkami a může být z věty vypuštěna, aniž by věta ztratila původní smysl: To je, jak známo, nemožné.

## Větný slovosled
Slovosled je pořadí slov a větných členů ve větách, frázích, rozvitých větných členech atp. Toto pořadí není náhodné, ale řídí se podle typu jazyka určitými pravidly. Slovosled v různých jazycích různým způsobem ovlivňují následující faktory:
- mluvnický (gramatický) - řídící větné členy ovlivňují postavení závislých členů.
- obsahový (sémantický) - v neutrálních větách se východisko (téma, známá skutečnost) řadí na začátek věty, jádro (réma, nová skutečnost) na konec.
- zvukový (akustický) - krátká slova (příklonky) se řadí podle určitých pravidel, aby ve výpovědi zcela nezanikla, mluvčí se pokud možno vyhýbá kumulaci opakujících se slabik a hlásek: Pojednání vykládalo o oogamii. Nesnese se se sestrou.

## Zvuková stránka věty
Intonace věty je vedle slovosledu hlavním hlediskem, umožňujícím rozlišit otázku, rozkaz nebo přání od prostého oznámení. Vyjadřuje též citové zabarvení výpovědi.

## Grafická stránka věty
Věta je od zbytku textu oddělena jak na začátku, tak na konci - začátek věty (první slovo ve větě) začíná velkým písmenem, věta je ukončena charakteristickým interpunkčním znaménkem - nejčastěji tečkou (.), vykřičníkem (!) nebo otazníkem (?), jindy též třemi tečkami (...). V některých jazycích se píší interpunkční znaménka i na začátku věty - např. španělština užívá obrácený otazník (¿) a vykřičník (¡).